# 元山強制収容所
元山強制収容所（ウォンサンきょうせいしゅうようじょ）は、朝鮮民主主義人民共和国江原道元山市に所在する「再教育」のための強制収容所。

## 概要
正式名称は、第88号教化所（だい88ごうきょうかじょ）。その囚人数と活動実態は不明である。